# Пальчинский, Алексей Евгеньевич
Алексей Евгеньевич Пальчинский  (род. 20 октября 1982, Октябрьский, Башкирская АССР, РСФСР, СССР) — российский государственный и муниципальный деятель, глава администрации городского округа город Октябрьский Республики Башкортостан (с 1 декабря 2023 года, и.о. с 14 сентября по 1 декабря 2023 года), управляющий делами администрации городского округа город Октябрьский (2007—2023).

## Биография
Родился 20 октября 1982 года в городе Октябрьский Башкирской АССР.
Образование высшее, окончил Российский государственный торгово-экономический университет в 2005 году по специальности юриспруденция, юрист.
Трудовая биография:
- 2004—2005 гг. — юрисконсульт ОАО "ЛУКОЙЛ-Нефтегазмаш";
- 2005—2006 гг. — судебный пристав, Федеральная служба судебных приставов;
- 2007—2013 гг. — юрисконсульт 1 категории, ведущий юрисконсульт, главный юрисконсульт юридического отдела администрации городского округа город Октябрьский Республики Башкортостан;
- 2013—2023 гг. — управляющий делами администрации городского округа город Октябрьский Республики Башкортостан;
- с 14 сентября 2023 г. по 1 декабря 2023 г. — исполняющий обязанности главы администрации городского округа город Октябрьский Республики Башкортостан;
- с 1 декабря 2023 года — глава администрации городского округа город Октябрьский Республики Башкортостан.

### Семья
Женат, воспитывает двоих детей.